# ويليام بيرس هاولاند
ويليام بيرس هاولاند هو شخصية أعمال وسياسي كندي، ولد في 29 مايو 1811 في قرية باولينغ في الولايات المتحدة، وتوفي في 1907 في تورونتو في كندا. نشط حزبياً في Liberal-Conservative Party ‏. وقد انتخب Member of the Legislative Assembly of the Province of Canada ‏ (1857 – 1867) وانتخب عضو مجلس العموم الكندي عن دائرة Humber River—Black Creek (federal electoral district) ‏ (20 سبتمبر 1867 – 15 يوليو 1868) وانتخب Lieutenant Governor of Ontario ‏ (1868 – 1873).